# Serie A1 2022-2023 (pallamano femminile)
La Serie A1 2022-2023 è stata la 54ª edizione della massima serie del campionato italiano di pallamano femminile.
La PDO Salerno ha vinto il titolo per la nona volta, superando l'AC Life Style Erice per 2-1 nella serie di finale scudetto.

## Stagione

### Avvenimenti
Il 14 giugno 2022 viene pubblicato il Vademecum ufficiale per la stagione sportiva 2022-2023.
Il 10 luglio a seguito del Consiglio Federale, vengono ufficializzate le compagini che prendono parte al campionato: alle rinunce dalle Guerriere Malo e della neopromossa Bruneck, si contrappongono le richieste di reintegro di Teramo e Cellini Padova, entrambe accolte.

### Formula

#### Stagione regolare
Il campionato si svolge tra 12 squadre che si affrontarono con la formula del girone unico all'italiana con partite di andata e ritorno. Per ogni incontro i punti assegnati in classifica sono così determinati:
- due punti per la squadra che vince l'incontro;
- un punto per il pareggio;
- zero punti per la squadra che perde l'incontro.

Al termine della stagione regolare le prime quattro squadre classificate disputano i play-off per l'assegnazione dello scudetto, l'ultima classificata viene retrocessa direttamente in Serie A2, mentre le squadre classificate dall'8º all'11º posto disputano i play-out per decidere la seconda retrocessione.

#### Play-off scudetto
Le squadre classificate dal 1º al 4º posto in classifica al termine della stagione regolare partecipano ai play-off scudetto, che si disputano con la formula ad eliminazione diretta, con semifinali e finale al meglio di due gare su tre (la terza gara si disputa nel caso le prime due siano terminate con una vittoria per parte o con due pareggi, a prescindere dai risultati dei singoli incontri). La seconda e terza gara nelle semifinali e nella finale si disputano in casa della squadra meglio classificata al termine della fase regolare.

#### Play-out retrocessione
Le squadre classificate dall'8º all'11º posto in classifica al termine della fase regolare partecipano ai play-out retrocessione, che si disputano con la formula ad eliminazione diretta, con semifinali e finale al meglio di due gare su tre (la terza gara si disputa nel caso le prime due siano terminate con una vittoria per parte o con due pareggi, a prescindere dai risultati dei singoli incontri). La seconda e terza gara nelle semifinali e nella finale si disputano in casa della squadra meglio classificata al termine della fase regolare.

### Verdetti
Al termine del campionato vengono emessi i seguenti verdetti:
- Vincitrice dei play-off: è proclamata campione d'Italia ed acquisisce il diritto a partecipare alla EHF European League;
- Finalista dei play-off: acquisisce il diritto a partecipare alla EHF European Cup;
- 3ª classificata: acquisisce il diritto a partecipare alla EHF European Cup;
- Perdente dei play-out: retrocede in Serie A2.
- 12ª classificata: retrocede in Serie A2.

## Squadre partecipanti
| Squadra         | Città                | Palasport                | Stagione precedente    |
| --------------- | -------------------- | ------------------------ | ---------------------- |
| Ariosto Ferrara | Ferrara              | Palaboschetto            | 5º posto in Serie A1   |
| Brixen Südtirol | Bressanone (BZ)      | Raiffeisen Arena         | Vincitrice             |
| Casalgrande     | Casalgrande (RE)     | PalaKeope                | 7º posto in Serie A1   |
| Cassano Magnago | Cassano Magnago (VA) | PalaTacca                | 9º posto in Serie A1   |
| Cellini Padova  | Padova               | PalaFarfalle             | 8º posto in Serie A1   |
| Erice           | Erice (TP)           | PalaCardella             | 6º posto in Serie A1   |
| Mestrino        | Mestrino (PD)        | PalaLissaro              | 3º posto in Serie A1   |
| Mezzocorona     | Mezzocorona (TN)     | PalaFornai               | 11º posto in Serie A1  |
| PDO Salerno     | Salerno              | PalaPalumbo              | 2º posto in Serie A1   |
| Pontinia        | Pontinia (LT)        | Palasport Marica Bianchi | 4º posto in Serie A1   |
| Teramo          | Teramo               | Pala San Nicolò          | 1º posto in Serie A2/D |
| Tushe Prato     | Prato                | EstraForum               | Vincitrice play-off    |

## Classifica
Fonte: sito ufficiale FIGH
|  | Pos. | Squadra         | Pt | G  | V  | N | P  | GF  | GS  | DR   |
|  | ---- | --------------- | -- | -- | -- | - | -- | --- | --- | ---- |
|  | 1.   | PDO Salerno     | 39 | 22 | 19 | 1 | 2  | 711 | 531 | +180 |
|  | 2.   | Erice           | 34 | 22 | 17 | 0 | 5  | 653 | 484 | +169 |
|  | 3.   | Brixen Südtirol | 33 | 22 | 16 | 1 | 5  | 720 | 596 | +124 |
|  | 4.   | Pontinia        | 32 | 22 | 16 | 0 | 6  | 683 | 569 | +114 |
|  | 5.   | Cassano Magnago | 26 | 22 | 13 | 0 | 9  | 589 | 552 | +37  |
|  | 6.   | Cellini Padova  | 25 | 22 | 12 | 1 | 9  | 626 | 605 | +21  |
|  | 7.   | Casalgrande     | 20 | 22 | 10 | 0 | 12 | 573 | 609 | -36  |
|  | 8.   | Ariosto Ferrara | 18 | 22 | 9  | 0 | 13 | 653 | 723 | -70  |
|  | 9.   | Mezzocorona     | 13 | 22 | 6  | 1 | 15 | 557 | 671 | -114 |
|  | 10.  | Tushe Prato     | 12 | 22 | 6  | 0 | 16 | 540 | 691 | -151 |
|  | 11.  | Mestrino        | 6  | 22 | 3  | 0 | 19 | 550 | 640 | -90  |
|  | 12.  | Teramo          | 6  | 22 | 3  | 0 | 19 | 537 | 721 | -148 |

Legenda:
      Qualificata ai play-off scudetto.
      Qualificata ai play-out.
      Retrocessa in Serie A2.

## Risultati
| Andata       | Andata | 1ª/12ª giornata       | Ritorno | Ritorno   |
|              |        |                       |         |           |
| 10 settembre | 28-33  | Pontinia - Erice      | 27-22   | 7 gennaio |
| 10 settembre | 29-37  | Ferrara - Brixen      | 25-36   | 7 gennaio |
| 10 settembre | 27-35  | Mezzocorona - Prato   | 22-23   | 7 gennaio |
| 10 settembre | 33-22  | Salerno - Casalgrande | 35-24   | 7 gennaio |
| 10 settembre | 25-29  | Mestrino - C.Magnago  | 26-28   | 7 gennaio |
| 10 settembre | 38-25  | Padova - Teramo       | 41-28   | 7 gennaio |

| Andata       | Andata | 2ª/13ª giornata       | Ritorno | Ritorno    |
|              |        |                       |         |            |
| 17 settembre | 36-27  | Brixen - Mezzocorona  | 33-24   | 14 gennaio |
| 17 settembre | 27-31  | C.Magnago - Salerno   | 28-31   | 14 gennaio |
| 17 settembre | 27-20  | Erice - Mestrino      | 21-15   | 14 gennaio |
| 17 settembre | 21-34  | Teramo - Pontinia     | 25-41   | 14 gennaio |
| 17 settembre | 35-24  | Casalgrande - Ferrara | 36-39   | 14 gennaio |
| 17 settembre | 31-29  | Prato - Padova        | 20-31   | 14 gennaio |

| Andata       | Andata | 3ª/14ª giornata      | Ritorno | Ritorno    |
|              |        |                      |         |            |
| 24 settembre | 30-27  | Ferrara - C.Magnago  | 22-28   | 21 gennaio |
| 24 settembre | 33-18  | Pontinia - Prato     | 42-25   | 21 gennaio |
| 24 settembre | 31-25  | Salerno - Erice      | 27-20   | 21 gennaio |
| 24 settembre | 26-22  | Casalgrande - Brixen | 24-28   | 21 gennaio |
| 24 settembre | 30-28  | Mestrino - Teramo    | 26-22   | 21 gennaio |
| 24 settembre | 30-30  | Padova - Mezzocorona | 36-27   | 21 gennaio |

| Andata    | Andata | 4ª/15ª giornata         | Ritorno | Ritorno     |
|           |        |                         |         |             |
| 8 ottobre | 36-22  | Erice - Ferrara         | 38-30   | 11 febbraio |
| 8 ottobre | 23-33  | Mezzocorona - Pontinia  | 22-31   | 11 febbraio |
| 8 ottobre | 21-40  | Teramo - Salerno        | 22-34   | 11 febbraio |
| 8 ottobre | 29-26  | C.Magnago - Casalgrande | 24-26   | 11 febbraio |
| 8 ottobre | 35-20  | Prato - Mestrino        | 26-25   | 11 febbraio |
| 23 nov.   | 39-30  | Brixen - Padova         | 34-35   | 11 febbraio |

| Andata     | Andata | 5ª/16ª giornata        | Ritorno | Ritorno     |
|            |        |                        |         |             |
| 5 ott.     | 27-28  | C.Magnago - Brixen     | 23-24   | 18 febbraio |
| 15 ottobre | 32-26  | Casalgrande - Erice    | 13-34   | 18 febbraio |
| 15 ottobre | 41-29  | Ferrara - Teramo       | 39-31   | 18 febbraio |
| 15 ottobre | 35-26  | Pontinia - Padova      | 23-27   | 18 febbraio |
| 15 ottobre | 24-26  | Mestrino - Mezzocorona | 35-26   | 18 febbraio |
| 19 ott.    | 33-20  | Salerno - Prato        | 42-21   | 18 febbraio |

| Andata     | Andata | 6ª/17ª giornata       | Ritorno | Ritorno     |
|            |        |                       |         |             |
| 22 ottobre | 24-25  | Brixen - Pontinia     | 32-28   | 25 febbraio |
| 22 ottobre | 24-16  | Erice - C.Magnago     | 23-24   | 25 febbraio |
| 22 ottobre | 28-31  | Mezzocorona - Salerno | 26-36   | 25 febbraio |
| 22 ottobre | 23-26  | Teramo - Casalgrande  | 29-23   | 25 febbraio |
| 22 ottobre | 26-25  | Padova - Mestrino     | 23-21   | 25 febbraio |
| 22 ottobre | 31-34  | Prato - Ferrara       | 26-29   | 25 febbraio |

| Andata      | Andata | 7ª/18ª giornata       | Ritorno | Ritorno  |
|             |        |                       |         |          |
| 12 novembre | 37-27  | Ferrara - Mezzocorona | 31-34   | 18 marzo |
| 12 novembre | 31-22  | Erice - Brixen        | 32-27   | 18 marzo |
| 12 novembre | 27-25  | Salerno - Padova      | 32-20   | 18 marzo |
| 12 novembre | 28-33  | Mestrino - Pontinia   | 23-34   | 18 marzo |
| 12 novembre | 22-26  | Casalgrande - Prato   | 28-22   | 18 marzo |
| 13 nov.     | 35-22  | C.Magnago - Teramo    | 29-25   | 18 marzo |

| Andata      | Andata | 8ª/19ª giornata           | Ritorno | Ritorno  |
|             |        |                           |         |          |
| 19 novembre | 35-22  | Brixen - Mestrino         | 39-30   | 25 marzo |
| 19 novembre | 24-35  | Mezzocorona - Casalgrande | 28-25   | 25 marzo |
| 19 novembre | 14-35  | Teramo - Erice            | 18-34   | 25 marzo |
| 19 novembre | 27-25  | Pontinia - Salerno        | 25-29   | 25 marzo |
| 19 novembre | 24-30  | Padova - Ferrara          | 41-34   | 25 marzo |
| 19 novembre | 27-22  | Prato - C.Magnago         | 25-27   | 25 marzo |

| Andata      | Andata | 9ª/20ª giornata         | Ritorno | Ritorno  |
|             |        |                         |         |          |
| 26 novembre | 33-37  | Ferrara - Pontinia      | 22-32   | 1 aprile |
| 26 novembre | 35-15  | Erice - Prato           | 37-21   | 1 aprile |
| 26 novembre | 29-41  | Teramo - Brixen         | 24-31   | 1 aprile |
| 26 novembre | 30-21  | C.Magnago - Mezzocorona | 19-20   | 1 aprile |
| 26 novembre | 31-20  | Salerno - Mestrino      | 29-28   | 1 aprile |
| 26 novembre | 23-25  | Casalgrande - Padova    | 20-30   | 1 aprile |

| Andata     | Andata | 10ª/21ª giornata       | Ritorno | Ritorno   |
|            |        |                        |         |           |
| 3 dicembre | 22-34  | Mezzocorona - Erice    | 21-32   | 22 aprile |
| 3 dicembre | 35-33  | Pontinia - Casalgrande | 29-32   | 22 aprile |
| 3 dicembre | 27-27  | Salerno - Brixen       | 33-36   | 22 aprile |
| 3 dicembre | 29-35  | Mestrino - Ferrara     | 34-35   | 22 aprile |
| 3 dicembre | 24-30  | Padova - C.Magnago     | 23-25   | 22 aprile |
| 3 dicembre | 27-30  | Prato - Teramo         | 24-26   | 22 aprile |

| Andata      | Andata | 11ª/22ª giornata       | Ritorno | Ritorno   |
|             |        |                        |         |           |
| 10 dicembre | 26-27  | C.Magnago - Pontinia   | 30-24   | 29 aprile |
| 10 dicembre | 21-36  | Ferrara - Salerno      | 18-38   | 29 aprile |
| 10 dicembre | 25-20  | Erice - Padova         | 29-19   | 29 aprile |
| 10 dicembre | 22-27  | Teramo - Mezzocorona   | 23-25   | 29 aprile |
| 10 dicembre | 24-21  | Casalgrande - Mestrino | 28-23   | 29 aprile |
| 10 dicembre | 47-22  | Brixen - Prato         | 42-23   | 29 aprile |

## Play-out retrocessione

### Tabellone
|  | Semifinali      | Semifinali      | Semifinali      | Semifinali | Semifinali |  |  | Finale          | Finale          | Finale | Finale | Finale |  |
|  |                 |                 |                 |            |            |  |  |                 |                 |        |        |        |  |
|  | Ariosto Ferrara | Ariosto Ferrara | Ariosto Ferrara | 22         | 23         |  |  |                 |                 |        |        |        |  |
|  | Mestrino        | Mestrino        | Mestrino        | 27         | 25         |  |  | Ariosto Ferrara | Ariosto Ferrara | 35     | 34     | 28     |  |
|  | Mezzocorona     | Mezzocorona     | Mezzocorona     | 31         | 30         |  |  | Tushe Prato     | Tushe Prato     | 41     | 28     | 22     |  |
|  | Tushe Prato     | Tushe Prato     | Tushe Prato     | 25         | 17         |  |  |                 |                 |        |        |        |  |

### Semifinali
| Arbitri: | S. Prati S. Pipitone |

|              |           |                   |
| Jevremović 7 | Marcatori | Sormaz, Petrova 7 |

| Arbitri: | R. Zancanella D. Testa |

|             |           |            |
| Soglietti 7 | Marcatori | Pugliese 9 |

| Arbitri: | M. Coroni P. Falvo |

|          |           |                        |
| Iyamu 12 | Marcatori | Dalla Valle, Verones 8 |

| Arbitri: | F. Bocchieri N. Scavone |

|                            |           |         |
| Semedo Gonçalves Correia 8 | Marcatori | Iyamu 7 |

### Finale
| Arbitri: | S. Riello N. Panetta |

|          |           |              |
| Iyamu 14 | Marcatori | Soglietti 11 |

| Arbitri: | A. Venturella M. Sardisco |

|           |           |         |
| Sormaz 10 | Marcatori | Iyamu 7 |

| Arbitri: | M. Corioni P. Falvo |

|          |           |         |
| Sormaz 9 | Marcatori | Iyamu 5 |

## Play-off scudetto

### Tabellone
|  | Semifinali      | Semifinali      | Semifinali  | Semifinali | Semifinali |  |  | Finale      | Finale      | Finale | Finale | Finale |  |
|  |                 |                 |             |            |            |  |  |             |             |        |        |        |  |
|  | PDO Salerno     | PDO Salerno     | PDO Salerno | 26         | 31         |  |  |             |             |        |        |        |  |
|  | Pontinia        | Pontinia        | Pontinia    | 26         | 23         |  |  | PDO Salerno | PDO Salerno | 23     | 24     | 35     |  |
|  | Erice           | Erice           | 37          | 30         | 33         |  |  | Erice       | Erice       | 29     | 23     | 30     |  |
|  | Brixen Südtirol | Brixen Südtirol | 32          | 31         | 32         |  |  |             |             |        |        |        |  |

### Semifinali
| Arbitri: | Giovanni Fato Luigi Guarini (Fasano) |

|           |           |                           |
| Radović 7 | Marcatori | Dalla Costa, Manojlović 7 |

| Arbitri: | Davide Schiavone (Siracusa) Luca Nicolella (Benevento) |

|              |           |         |
| Squizziato 7 | Marcatori | Conte 5 |

| Arbitri: | Alex Passeri Stefano Rinaldi (Pescara) |

|             |           |             |
| Muratović 7 | Marcatori | Storozhuk 7 |

| Arbitri: | Gianna Stella Merisi (Gallarate) Alejandra Pepe (Sassari) |

|         |           |             |
| Ekoh 12 | Marcatori | Di Pietro 8 |

| Arbitri: | Ciro Cardone Luciano Cardone (Napoli) |

|              |           |             |
| Storozhuk 10 | Marcatori | Muratović 8 |

### Finale
| Arbitri: | Francesco Simone Piero Monitillo (Altamura) |

|           |           |              |
| Tarbuch 7 | Marcatori | Manojlović 8 |

| Arbitri: | Giovanni Fato Luigi Guarini (Fasano) |

|                           |           |               |
| Dalla Costa, Manojlović 6 | Marcatori | Gorbatsjova 8 |

| Arbitri: | Francesco Simone Piero Monitillo (Altamura) |

|                  |           |            |
| Lauretti Matos 9 | Marcatori | Pugliara 8 |